# Савченко, Аркадий Маркович
Арка́дий Ма́ркович Са́вченко (бел. Аркадзь Маркавіч Саўчанка; 1936—2004) — белорусский, советский оперный певец (баритон). Народный артист СССР (1985).

## Биография

Могила Савченко на Восточном кладбище Минска.

Родился 6 апреля 1936 года в Витебске (ныне в Белоруссии).
В 1960 году окончил Московскую консерваторию у А. И. Батурина.
С 1960 года — солист Белорусского театра оперы и балета.
В концертном репертуаре — арии из классических и современных опер, романсы, произведения белорусских композиторов, белорусские, русские и украинские песни.
Гастролировал по СССР и за рубежом.
Скончался 6 июля 2004 года (по другим источникам — 7 июля) в Минске. Похоронен на Восточном кладбище.

## Награды и звания
- Заслуженный артист Белорусской ССР (1964)
- Народный артист Белорусской ССР (1976)
- Народный артист СССР (1985)
- Медаль Франциска Скорины (2001)[4]
- Почётная грамота Верховного Совета Республики Беларусь (1994)[5].

## Оперные партии
- «Евгений Онегин» П. И. Чайковского — Онегин
- «Риголетто» Дж. Верди — Риголетто
- «Севильский цирюльник» Дж. Россини — Фигаро[6]
- «Пиковая дама» П. И. Чайковского — Елецкий, Томский
- «Князь Игорь» А. П. Бородина — Князь Игорь
- «Богема» Дж. Пуччини — Марсель
- «Чио-Чио-Сан» Дж. Пуччини — Шарплес
- «Фауст» Ш. Гуно — Валентин
- «Кармен» Ж. Бизе — Эскамильо
- «Искатели жемчуга» Ж. Бизе — Зурга
- «Дон Паскуале» Г. Доницетти — Малатеста
- «Трубадур» Дж. Верди — Ди Луна
- «Травиата» Дж. Верди — Жермон
- «Аида» Дж. Верди — Амонасро
- «Бал-маскарад» Дж. Верди — Ренато
- «Дон Карлос» Дж. Верди — Родриго
- «Лоэнгрин» Р. Вагнера — Тельрамунд
- «Дон Жуан» В. А. Моцарта — Дон Жуан
- «Свадьба Фигаро» В. А. Моцарта — граф Альмавива
- «Снегурочка» Н. А. Римского-Корсакова — Мизгирь
- «Царская невеста» Н. А. Римского-Корсакова — Грязной
- «Галька» С. Монюшко — Януш
- «Обручение в монастыре» С. С. Прокофьева — Фердинанд
- «Война и мир» С. С. Прокофьева — Андрей Болконский
- «Алеся» Е. К. Тикоцкого — Апанас и Фон Шолен
- «В бурю» Т. Н. Хренникова — Листрат
- «Зорка Венера» Ю. В. Семеняко — Максим
- «Колючая роза» Ю. В. Семеняко — Левон Бурак
- «Новая земля» Ю. В. Семеняко — Михаил
- «Ясный рассвет» А. Е. Туренкова — Лаговский
- «Седая легенда» Д. Б. Смольского — Кизгайло
- «Тропою жизни» Г. М. Вагнера — Левчук
- «Джордано Бруно» С. А. Кортеса — Фоскари
- «Визит дамы» С. А. Кортеса — Бургомистр
- «Мастер и Маргарита» Е. А. Глебова — Понтий Пилат
- «Брестская крепость» К. В. Молчанова — Комиссар
- «Утро» (телеопера) Г. М. Вагнера — Адам
- «Багряная заря» (радиоопера) К. Д. Тесакова — Евфимий
- «Франциск Скорина» (фильм-опера) Д. Б. Смольского — Скорина.
- «Орестея»  С. И. Танеева — Аполлон.